# Rudolf Ibbeken
Rudolf Ibbeken (* 1660 oder 1667 in Oldenburg; † 13. Oktober 1750 ebenda) war ein deutscher lutherischer Theologe und Superintendent der Evangelisch-Lutherischen Kirche in den Grafschaften Oldenburg und Delmenhorst.

## Leben
Ibbeken war der Sohn des Oldenburger Kaufmanns Hero Ibbeken und dessen Ehefrau Anna Rebecka geb. Mencke, der Schwester des an der Universität Leipzig tätigen Gelehrten und Juristen Lüder Mencke (1658–1726).
Über seine Jugend und Ausbildung ist nichts bekannt. Vermutlich hatte er an der Universität Leipzig, im näheren Kontakt zu seinem Onkel, Theologie studiert. Sicher ist, dass er in Leipzig 1697 promovierte und im selben Jahr als Respondent tätig war. Ab 1703 war er als dänischer Legationsprediger in Polen und Sachsen. 1707 wurde er Pastor in Stollhamm, wo er die Weihnachtsflut 1717 erlebte, die seine Gemeinde schwer verwüstete. Von 1720 bis 1732 war er Pastor in Osternburg bei Oldenburg. Im November 1732 wurde er zum Generalsuperintendenten der Grafschaften Oldenburg und Delmenhorst sowie zum Hauptpastor an der dortigen Lambertikirche ernannt. Die näheren Umstände dieser Ernennung sind unbekannt.
Ibbeken trat sein Amt am 1. Januar 1733 als Nachfolger von Caspar Bussing an. In seinem Amt, das er mit hohem Pflichtbewusstsein ausübte, wurde er mit den aufkommenden Ideen der Aufklärung und des Pietismus konfrontiert. Die Ideen der Aufklärung wies er entschieden zurück und ließ 1737 die von dem Theologen Lorenz Schmidt erarbeitete Wertheimer Bibel, eine Übersetzung im Geiste der Aufklärung, verbieten. Auch dem Pietismus stellte er sich entgegen und verbot 1744 den oldenburgischen Studenten den Besuch „illegaler“ Seminare der Herrnhuter und der Böhmischen Brüder und drohte ihnen den Verlust des Anstellungsrechts in den Grafschaften an, um deren Einflüsse abzuwehren. Von seinen Zeitgenossen wurde er als Gelehrter sowie als Kenner der orientalischen Sprachen und des Hebräischen geschätzt.
Nach seinem Tod wurde Johann Adam Flessa sein Amtsnachfolger.